# 普雷斯頓高地 (伊利諾伊州)
普雷斯頓高地（英語：Preston Heights）是位於美國伊利諾伊州威爾縣的一個人口普查指定地區。

## 地理
普雷斯頓高地的座標為41°29′48″N 88°04′21″W / 41.49667°N 88.07250°W，而該地最高點為海拔高度188米（即617英尺）。

## 人口
根據2010年美國人口普查的數據，普雷斯頓高地的面積為4.00平方千米，當中陸地面積為4.00平方千米，而水域面積為0.00平方千米。當地共有人口2575人，而人口密度為每平方千米643.75人。